# Zeteumenidion femoratus
Zeteumenidion femoratus är en stekelart som först beskrevs av Schulthess 1910.  Zeteumenidion femoratus ingår i släktet Zeteumenidion och familjen Eumenidae. Utöver nominatformen finns också underarten Z. f. flavissimus.